# Paul-Gerhardt-Weg

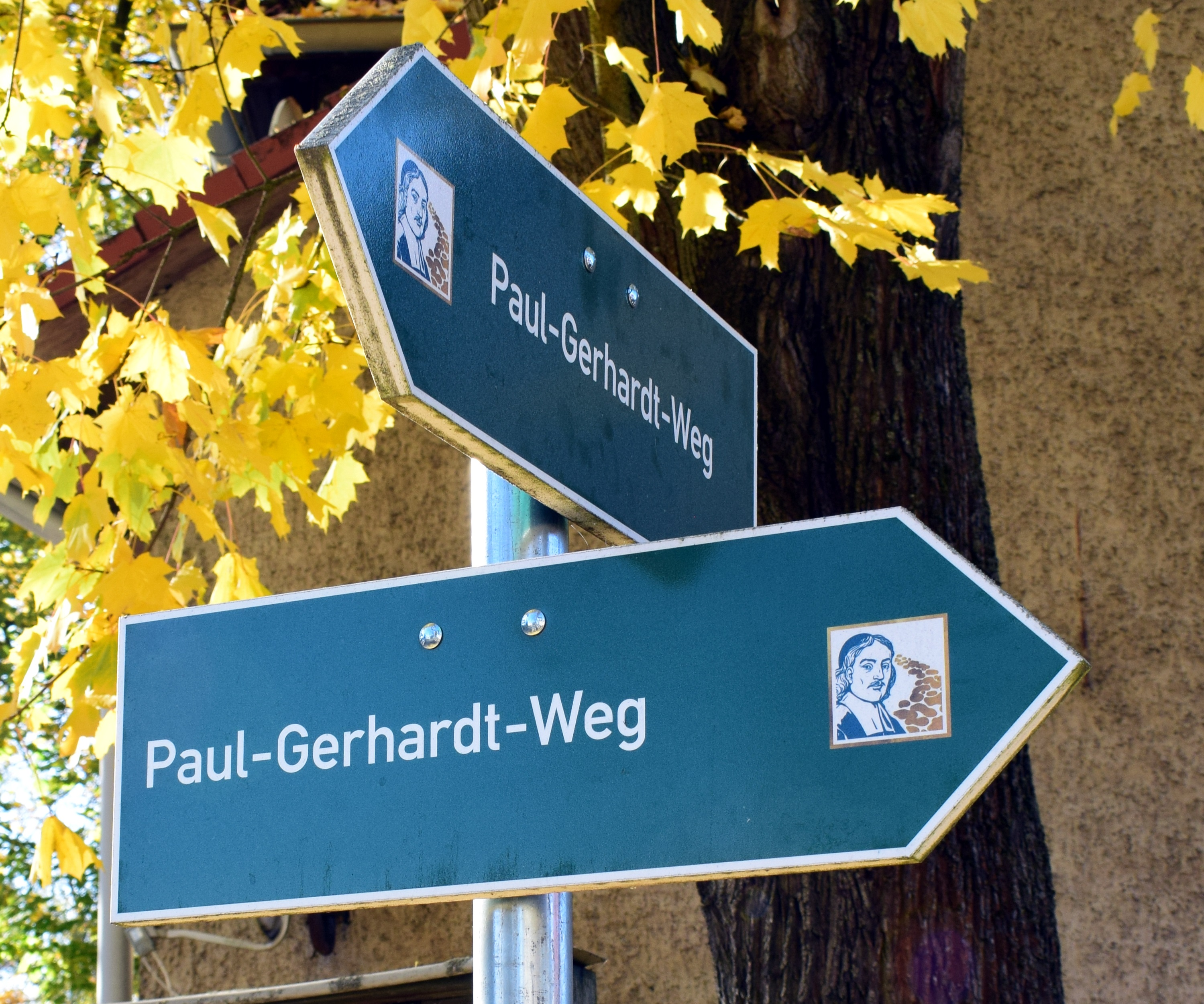
Wegweiser in Groß Köris

Der Paul-Gerhardt-Weg ist ein Wanderweg von Berlin nach Lübben (Spreewald). Benannt nach Paul Gerhardt führt er über 140 km von der Nikolaikirche in Berlin-Mitte zur Paul-Gerhardt-Kirche in Lübben. Der Weg wurde im Mai 2019 offiziell eröffnet. Die Kennzeichnung des Paul-Gerhardt-Weges erfolgt durch einen stilisierten, nach links abbiegenden Weg. Dieser ist in einen quadratischen Rahmen eingefasst. Rahmen sowie Weg sind in goldener Farbe gehalten. Das Logo stellt ein Abbild Paul Gerhardts vor dem Weg, der aus stilisierten Pflastersteinen besteht, dar.

## Verlauf
Beginnend an der Nikolaikirche in Berlin-Mitte verläuft der Paul-Gerhardt-Weg zuerst in Richtung Südosten durch Berlin. Im Wesentlichen folgt der Weg dabei der Spree flussaufwärts. Ab Köpenick geht es entlang der Dahme bis Berlin-Grünau, wo die Landesgrenze nach Brandenburg überschritten wird. In Brandenburg folgt der Paul-Gerhardt-Weg zunächst weiter der Dahme, ohne allerdings immer direkt an deren Ufer zu verlaufen. In Königs Wusterhausen verlässt der Weg die Dahme und schwenkt westwärts, um in Mittenwalde einen weiteren Wirkungsort Paul Gerhardts zu erreichen. Durch das Landschaftsschutzgebiet Dahme-Heideseen erreicht der Weg wieder das Ufer der Dahme. Unmittelbar an der Dahme entlang geht es bis Märkisch Buchholz. Von dort erreicht man, zuerst lange Zeit am Dahme-Umflutkanal entlang, nach den Köthener Seen den Spreewald. Die letzten Kilometer führt der Weg an der Spree entlang nach Lübben.

## Etappen
Etappe 1: Berlin-Mitte (Nikolaikirche) – Berlin-Wuhlheide; Länge 16 km
Etappe 2: Berlin-Wuhlheide – Berlin-Grünau; Länge 13 km
Etappe 3: Berlin-Grünau – Zeuthen; Länge 12 km
Etappe 4: Zeuthen – Königs Wusterhausen; Länge 13 km
Etappe 5: Königs Wusterhausen – Mittenwalde; Länge 16 km
Etappe 6: Mittenwalde – Groß Köris; Länge 19 km
Etappe 7: Groß Köris – Märkisch Buchholz; Länge 15 km
Etappe 8: Märkisch Buchholz – Schlepzig; Länge 24 km
Etappe 9: Schlepzig – Lübben; Länge 16 km

## Anbindung an den ÖPNV
Die meisten Orte entlang des Paul-Gerhardt-Weges sind mit Regionalbahnen oder per Bus aus Berlin und Königs Wusterhausen gut zu erreichen. Eine abweichende Etappeneinteilung ist daher ohne Probleme möglich.